# Robin Hood (serie animata)
Robin Hood (ロビンフッドの大冒険?, Robin Fuddo no daibōken, lett. "La grande avventura di Robin Hood") è una serie TV anime, adattamento del romanzo postumo Robin Hood il proscritto di Alexandre Dumas il quale riprende a sua volta il personaggio della leggenda e del folklore Robin Hood.
In questa versione Robin e suoi alleati sono prevalentemente ragazzini. La serie è stata prodotta nel 1990 in 52 episodi dallo studio di animazione giapponese Tatsunoko, commissionata da Mondo TV e trasmessa per la prima volta a partire da luglio 1990, con interruzioni, sul network NHK BS2. In Italia la serie è arrivata nel 1991 su Canale 5 ed è stata successivamente replicata su Italia 1 e su Man-ga.

## Trama
Ci troviamo in Inghilterra, a cavallo tra la fine del XII secolo e l'inizio del XIII secolo: il castello del giovane aristocratico Robert Huntington viene fatto dare alle fiamme dal terribile Lord Alwine, il barone della Contea di Nottinghamshire, dopo che i suoi genitori sono stati assassinati a tradimento dietro ordine dello stesso barone.
Il ragazzo, assieme ai suoi tre cugini, riesce però a trovare rifugio all'interno della foresta di Sherwood, nella speranza così di scampare alla persecuzione, ed alla fine incontrano un gruppo di banditi guidati dal buffo Little John e salvano dall'agguato di quest'ultimo la carrozza di una giovane, ma dolce e coraggiosa principessa, Lady Marian Lancaster, di cui Robin sarà sempre innamorato.
Assieme, Robin e i banditi cercano di fermare la persecuzione dell'infido Lord Alwine e porre un freno alla sua avidità, in aggiunta prevenire l'insaziabile e crudele vescovo di Hereford dall'adottare Marian per ottenere così le sue ricchezze di famiglia e soprattutto una preziosa croce d'oro ch'ella porta sempre con sé al collo: questo particolare amuleto è la chiave per raggiungere il misterioso "tesoro del bosco", che può donare infinita ricchezza e potere.
Dopo aver salvato Lady Marian, i giovani protagonisti vivono varie avventure combattendo ancora contro Alwine ed Hereford i quali continuano sempre ad aspirare al segreto della croce d'oro della fanciulla; in seguito tenteranno perfino di sottrarre il trono d'Inghilterra al legittimo re Riccardo Cuor di Leone, partito per la terza crociata e dato per disperso sulla via della Terrasanta.
Interessante notare come nel doppiaggio italiano i personaggi di re Riccardo e di suo fratello (il principe Giovanni) abbiano mantenuto i nomi inglesi, venendo chiamati rispettivamente re Richard e conte John.

## Personaggi

### Protagonisti
- Robin Hood/Robert Huntington: Protagonista dell'anime, eroe della Foresta di Sherwood e ultimo erede della stirpe nobiliare degli Huntington. Il castello di famiglia venne bruciato per ordine del malefico Lord Alwine e il ragazzo fu quindi costretto a scappare e nascondersi all'interno della foresta, luogo dove lui e i suoi cugini incontrano la banda di Little John. Sempre nella foresta, conosce e si innamora della bella lady Marian. Al termine della storia re Riccardo, dopo aver esiliato i veri traditori del regno, propone al ragazzo di divenire suo cavaliere in modo che possa riottenere un titolo nobiliare e poter ricostruire in tal modo il castello distrutto. Ma il giovane eroe sceglierà di rimanere nella foresta insieme agli amici e finalmente si dichiarerà all'amata Lady Marian. Possiede come arma un arco con proprietà magiche, ereditato dal padre; questo difatti può essere teso solo da chi ha un cuore puro ed è animato da buoni sentimenti come lui.
- Lady Marian Lancaster: protagonista femminile e bellissima figlia del Duca e la Duchessa di Lancaster. Viene costretta dall'avido vescovo di Hereford a concedersi come ostaggio e a farsi adottare da quest'ultimo (la cerimonia d'adozione tuttavia non ci sarà in quanto fermata in tempo da Robin e gli altri). Stringe una solida e sincera amicizia con la banda di Sherwood e i cugini di Robin, innamorandosi perdutamente di quest'ultimo. Spinta da un odio profondissimo nei confronti di Lord Alwine e dal desiderio di vendicarsi uccidendolo, abbandonerà i modi iniziali "da principessina" ed imparerà a maneggiare la spada, diventando col tempo un'abile guerriera, nonostante continui a essere sempre dolce e galante. Porta una grande croce d'oro al collo con un grande rubino al centro, un simbolo della sua famiglia che poi restituirà alla natura; ma tale gioiello nasconde anche un grandissimo segreto nonché un pericoloso potere.
- Fra Tuck: Un saggio, tanto simpatico quanto strampalato, frate che vive ai margini della foresta e che aiuta i giovani protagonisti ogni volta che può; è un tipo robusto di mezza età somigliante vagamente ad un Kappa. Da sempre è ossessionato dall'idea di "volare in aria come un uccello", ma non sembra ancora aver trovato il metodo migliore per riuscirvi.
- Little John: Il leader di un gruppo di banditi che si nascondono nel folto della foresta di Sherwood per non essere costretti a lavorare e sottostare agli ordini del crudele barone. All'inizio Robin è il suo avversario, ma col tempo diventerà il suo amico del cuore; innamorato di Winnifred cerca sempre di farsi notare da lei, mostrando più volte di provare gelosia nei suoi confronti. Verso la fine della storia verrà nominato dal crudele Alwine capitano delle guardie reali, carica che accetta di buon grado, ma ciò gli procurerà rotture con Robin. Grazie però alla sua amicizia con l'eroe, capirà la vera natura di Alwine.
- Mutch: Braccio destro di Little John e, da questi, spesso e volentieri maltrattato. È l'unico tra i bambini della banda della foresta a non essere orfano; verso la fine della storia Alwine lo convince di essere il principe ereditario del regno d'Inghilterra ma poi rifiuta per il bene dei suoi amici.

### Antagonisti
- Lord Alwine (si ispira allo Sceriffo di Nottingham): Il terribile ed infido Barone della città di Nottingham che tassa pesantemente i suoi cittadini costringendoli a lavorare per lui. È stato lui a dare l'ordine di distruggere il castello degli Huntington, dopo aver pagato un sicario perché uccidesse i genitori di Robin e fa di tutto per poter catturare quest'ultimo; brama con tutte le forze d'estorcere a Marian il segreto del tesoro nel bosco. Ad un certo punto pare seriamente intenzionato a redimersi dalle innumerevoli malefatte commesse, ma il suo buon proposito dura lo spazio d'una notte. Torna così di prepotenza alla sua avidità, arrivando al punto di cercare d'impadronirsi del trono, a discapito dello stesso conte John. Nonostante la sua slealtà, viene fatto forzare ai lavori dalle guardie del Re Riccardo Cuor di Leone.
- Vescovo di Hereford: Un avido ecclesiastico, vecchio, grasso e di bassa statura che vuole adottare come propria figlioccia la giovane Marian per poter entrar in possesso delle ricchezze di famiglia. Come Alwine, il vescovo alla fine inizia a cambiare, diventando buono. A differenza di Alwine, rimane leale ai protagonisti alla fine, e aiuterà Robin informandolo del piano di Alwine di conquistare il regno.
- Sir Gilbert Whitehand (si ispira a Sir Guy di Gisborne): Il fedele, testardo, crudele e tenebroso luogotenente di Lord Alwine. Tenterà più volte senza successo di sconfiggere Robin e il suo odio crescerà ancora di più quando scoprirà che sono entrambi innamorati della bella Lady Marian e che quest'ultima è legata sentimentalmente al rivale. Verrà creduto morto per esser caduto da un precipizio per salvare Marian, ma riuscirà a sopravvivere per ricomparire più avanti. Ma alla fine stringerà finalmente una solida amicizia con Robin e diventa un cavaliere di Re Richard. Ha una cicatrice sotto l'occhio destro, nascosta dai suoi lunghi capelli, provocata da un combattimento con Robin nel primo episodio.

## Doppiaggio
| Personaggio                  | Doppiatore originale | Doppiatore italiano  |
| ---------------------------- | -------------------- | -------------------- |
| Robin Hood/Robert Huntington | Kazue Ikura          | Ivo De Palma         |
| Will Scarlett                | Yuko Mitsura         | Massimiliano Lotti   |
| Barbara Anthington           | Sayuri Iketmoto      | Adriana Libretti     |
| Winnifred                    | Maria Kawamura       | Emanuela Pacotto     |
| Lady Marian Lancaster        | Shinobu Adachi       | Lara Parmiani        |
| Fra Tuck                     | Kenichi Ogata        | Pietro Ubaldi        |
| Little John                  | Bin Shimada          | Stefano Albertini    |
| Mutch                        | Mayumi Tanaka        | Paolo Torrisi        |
| Lord Alwine                  | Masashi Ebara        | Orlando Mezzabotta   |
| Sir Gilbert Whitehand        | Toshihiko Seki       | Marco Balzarotti     |
| Vescovo di Hereford          | Yutaka Shimaka       | Maurizio Scattorin   |
| Cleo Whitehand               | Chieko Honda         | Dania Cericola       |
| George Huntington            |                      | Enrico Carabelli     |
| Mary Huntington              |                      | Patrizia Salmoiraghi |
| Re Riccardo                  |                      | Antonio Paiola       |

## Film riassuntivi
Esistono anche tre film riassuntivi della serie, due dei quali andati in onda a partire dal 2010, sui canali satellitari a pagamento Cartoon Network, Boomerang e sul canale gratuito del digitale terrestre Boing contenendo la voce narrante di Ivo De Palma, doppiatore di Robin Hood.
Il primo film ripercorre tutta la storia dall'inizio della serie alla fine, tralasciando però alcune parti che verranno riprese nel secondo film, che non ne prosegue la trama, ma cronologicamente s'inserisce all'interno del primo film.
Il secondo film si può suddividere in più sezioni. La prima s'interpone dopo l'inizio della storia e prima della liberazione di Marion, e si incentra molto sulla rivalità tra Robin e il cavaliere Gilbert (già trattata in maniera molto sintetica nel primo film). In seguito viene mostrata la liberazione di Marion, già presente nel primo film: rispetto alla narrazione precedente sono presenti alcune scene in più ma ne vengono saltate altre (Robin e i suoi alleati che si mascherano da fanciulle per introdursi nel castello del barone). Dopo di che, mentre il primo film passava direttamente all'arrivo del conte John (fratello dello scomparso re Richard), il secondo film sviluppa ulteriormente la parte relativa a Robin e alla rivalità con Gilbert, includendo anche la sottotrama riguardante la sorella di quest'ultimo, Cleo. Se non si ha visto la serie TV, per capire il secondo film è quindi necessario aver visto il primo, che ne sviluppa la trama integrandola.
Il primo dei due film uscì in videocassetta prima nel 1992 pubblicato dalla Penta Video, e poi nei primi anni 2000 in una nuova edizione da parte di Mondo Home Entertainment. Oggi sono tutti e tre disponibili in DVD editi da Moviemax Home Entertainment.
L'edizione Bim Bum Bam Video utilizza come sigla la canzone di Cristina D'Avena; le edizioni successive, comprese le trasmissioni televisive, utilizzano come sigla iniziale la base originale dell'opening giapponese.